# Microraptoria
Microraptoria (mikroraptoři – v doslovném překladu „malí lupiči“) byl klad menších dravých dinosaurů – teropodů, celkově podobných a vývojově blízce příbuzných ptákům.

## Popis
Patřili do čeledi Dromaeosauridae a obvykle byli skutečně jen malých rozměrů, dosahovali celkové délky těla od 90 do 180 centimetrů. Nejznámějším rodem je čínský Microraptor, který patří k vůbec nejmenším známým neptačím dinosaurům. V Číně již byly objeveny velmi malé (asi 1 cm dlouhé) stopičky neznámých mikroraptorinů.

## Charakteristika
Skupina byla popsána v roce 2004 a v současnosti zahrnuje sedm rodů, podle abecedy to jsou postupně - Changyuraptor, Graciliraptor, Hesperonychus, Microraptor, Sinornithosaurus, Tianyuraptor, Wulong a Zhongjianosaurus. Tito drobní opeření dinosauři žili v období rané až pozdní křídy (geol. stupně apt - kampán, asi před 125 až 76 miliony let). Byli zřejmě aktivními lovci drobné kořisti, malých obratlovců i bezobratlých. Pravděpodobně byli teplokrevní a velmi pohybliví. Jejich fosilie byly objeveny na území dnešní východní Asie a na západě Severní Ameriky. U některých druhů byla dokonce zjištěna i přibližná barva jejich opeření.